# Barathronus unicolor
Barathronus unicolor is een straalvinnige vissensoort uit de familie van naaldvissen (Aphyonidae). De wetenschappelijke naam van de soort is voor het eerst geldig gepubliceerd in 1984 door Nielsen.